# Matemática indiana
A matemática indiana surgiu no subcontinente indiano a partir de 1 200 a.C.  e desenvolveu-se relativamente isolada, sem influência exterior, mas exportando seu conhecimento, até o final do século XVII. No período clássico da matemática indiana (400 a 1600), importantes contribuições foram feitas por estudiosos como Ariabata, Brahmagupta, Mahavira, Bhaskara II, Madhava de Sangamagrama e Nilakantha Somayaji. O sistema de numeração decimal em uso hoje  foi primeiramente registrado na matemática indiana. Matemáticos indianos fizeram contribuições iniciais para o estudo do conceito de zero como um número,  números negativos,  aritmética e álgebra. Além disso, trigonometria era mais avançada na Índia, e, em particular, as definições modernas de seno e cosseno foram desenvolvidas lá. Estes conceitos matemáticos foram transmitidos para o Oriente Médio, China e Europa  e levaram a novos desenvolvimentos que agora formam os fundamentos de muitas áreas da matemática.
Trabalhos matemáticos indianos antigos e medievais, todos compostas em sânscrito, geralmente consistiam de uma seção de sutras em que um conjunto de regras ou problemas eram apresentadas com grande economia nos versos, a fim de ajudar a memorização por um estudante. Isto era seguido por uma segunda seção que consistia de um comentário em prosa (às vezes vários comentários de diferentes estudiosos) que explicavam o problema mais detalhadamente e apresentavam uma justificação para a solução. Na seção prosa, a forma (e, portanto, sua memorização) não era considerada tão importante quanto as ideias envolvidas. Todos os trabalhos matemáticos foram transmitidos oralmente até cerca de 500 a.C.; depois, foram transmitidos oralmente e em forma manuscrita. O mais antigo documentos matemático produzido existente no subcontinente indiano é a casca de bétula Manuscrito Bakhshali, descoberto em 1881 na aldeia de Bakhshali, perto de Pexauar (atual Paquistão) e é provável que seja do século VII.
Um marco posterior na matemática indiana foi o desenvolvimento dos expansões em séries para funções trigonométricas (seno, cosseno e arco tangente) por matemáticos da escola de Querala, no século XV. Seu trabalho notável, completou dois séculos antes da invenção do cálculo na Europa, sendo o que hoje é considerado o primeiro exemplo de uma série de potências (com exceção da série geométrica). No entanto, eles não formularam uma teoria sistemática de diferenciação e integração, nem há qualquer evidência direta de seus resultados serem transmitidos fora de Querala.

## Pré-história
Escavações em Harapa, Moenjodaro e outros sítios arqueológicos da Civilização do Vale do Indo (CVI) descobriram evidências do uso de "matemática prática". As pessoas da CVI fabricaram tijolos cujas dimensões eram nas proporções 4:2:1, consideradas favoráveis para a estabilidade de uma estrutura de tijolos. Eles usaram um sistema padronizado de pesos com base nas proporções: 1/20, 1/10, 1/5, 1/2, 1, 2, 5, 10, 20, 50, 100, 200 e 500, com a unidade peso igual a cerca de 28 gramas (aproximadamente igual à onça inglesa ou a uncia grega). Esses pesos eram conformados em formas geométricas regulares, que incluíram hexaedros, barris, cones e cilindros, demonstrando assim o conhecimento da geometria básica, e eram produzidos em massa.
Os habitantes da civilização do Indo também tentaram padronizar a medida de comprimento a um alto grau de precisão. Eles projetaram um padrão legal — o padrão Moenjodaro — cuja unidade de comprimento (cerca de 3,4 centímetros ou 1,32 polegadas) foi dividido em dez partes iguais. Tijolos fabricados no padrão Moenjodaro, muitas vezes tinham dimensões antigas que eram múltiplos inteiros desta unidade de comprimento.

## Período védico

### Samhitas e Brahmanas
Os textos religiosos do Período Védico fornecem evidências do uso de grandes números. Ao período do Yajurvedasaṃhitā - (1200-900 a.C.), números tão elevadas como 1012 foram incluídos nos textos. Por exemplo, o mantra (fórmula sacrificial) no final do annahoma ("rito da oferta de alimento"), realizado durante o Ashvamedha, e pronunciado apenas antes-, durante-, e logo após o nascer do sol, invoca potências de dez de uma centena a um trilhão:
"Salve śata ("cem," 102), salve sahasra ("mil," 103), salve ayuta ("dez mil," 104), salve niyuta ("cem mil," 105), salve prayuta ("milhão," 106), salve arbuda ("dez milhões," 107), salve nyarbuda ("cem milhões," 108), salve samudra ("bilhão," 109, literalmente "oceano"), salve madhya ("dez bilhões," 1010, literalmente "meio"), salve anta ("cem bilhões," 1011, lit., "fim"), salve parārdha ("um trilhão," 1012 lit., "partes além"), salve o amanhecer (us'as), salve o crepúculo (vyuṣṭi), salve o que vai se elevar (udeṣyat), salve o que está se elevando (udyat), salve ao que já se elevou (udita), salve svarga (o paraíso), salve martya (o mundo), salve tudo.”
A solução a fração parcial era conhecida do Povo Rigvédico como apresentado no purush Sukta (RV 10.90.4):
Com três quartos Purusha subiu: de um quarto dele novamente esteve aqui.
O Satapatha Brahmana (aproximadamente século VII a.C.) contém regras para construções geométricas rituais que são semelhantes aos Śulba Sūtras.

### Śulba Sūtras
O Śulba Sūtras (literalmente, "Aforismos dos Acordes" em sânscrito védico) (aprox. 700-400 a.C.) lista regras para a construção de altares de fogo de sacrifício. A maioria dos problemas matemáticos considerados  nos Śulba Sūtras deriva de "uma única exigência teológica ", que é a de construir altares que têm diferentes formas mas ocupam a mesma área. Esses altares têm que ser construídos com cinco camadas de tijolo queimado, com a condição adicional de que cada camada precisa ter  200 tijolos, e duas camadas adjacentes não podem ter tijolos congruentes.
De acordo com (Hayashi 2005, p. 363), o Śulba Sūtras contém "a mais antiga expressão verbal existente do teorema de Pitágoras no mundo, embora já tivesse sido conhecido pelos antigos babilônios."
“A corda diagonal (akṣṇayā-rajju) de um  (retângulo) oblongo produz tanto como as (cordas) do flanco (pārśvamāni) e a horizontal (tiryaṇmānī) produzem separadamente."
Dado que a declaração é um sūtra, é necessariamente compacto e o que as cordas produzem não é elaborado, mas o contexto implica claramente as áreas dos quadrados construídos em seus comprimentos, e tal seria explicado pelo professor para o aluno.
Eles contêm listas de trios pitagóricos, que são casos particulares de equações diofantinas. Também contêm afirmações (que com retrospectiva que sabemos ser aproximada) sobre a quadratura do círculo e "circulatura do quadrado".
Baudhayana (aproximadamente século VIII a.C.) compôs o Baudhayana Śulba Sūtra, o mais conhecido Śulba Sūtra, que contém exemplos de trios pitagóricos simples, tais como: (3, 4, 5), (5, 12, 13), (8 , 15, 17), (7, 24, 25), e (12, 35, 37), bem como uma indicação do teorema de Pitágoras para os lados de um quadrado: "a corda que é esticada entre os diagonal de um quadrado produz uma área duas vezes o tamanho do quadrado original " Também contém a instrução geral do teorema de Pitágoras (para os lados de um rectângulo): "A corda esticada ao longo do comprimento da diagonal de um retângulo faz uma área que os lados verticais e horizontais fazem em conjunto." Baudhayana dá uma fórmula para a raiz quadrada de dois,
{\displaystyle {\sqrt {2}}\approx 1+{\frac {1}{3}}+{\frac {1}{3\cdot 4}}-{\frac {1}{3\cdot 4\cdot 34}}=1.4142156\ldots }
A fórmula é precisa até a quinta casa decimal, o valor verdadeiro sendo 1,41421356 ...  Esta fórmula é semelhante em estrutura à fórmula encontrada em uma tábua da Mesopotâmia  do período babilônico antigo (1900-1 600 a.C.):
{\displaystyle {\sqrt {2}}\approx 1+{\frac {24}{60}}+{\frac {51}{60^{2}}}+{\frac {10}{60^{3}}}=1.41421297\ldots }
que expressa √2 no sistema sexagesimal, e que também é preciso até cinco casas decimais (após arredondamento).
De acordo com o matemático S.G. Dani, a tábua cuneiforme babilônica Plimpton 322, escrita em 1 850 a.C. "contém quinze trios pitagóricos com valores bastante grandes, incluindo (13500, 12709, 18541), que é um trio primitivo, o que indica, em particular, que havia sofisticada compreensão sobre o tema" na Mesopotâmia em 1 850 a.C.. "Uma vez que estas tábuas são anteriores ao período Śulba Sūtras por vários séculos, tendo em conta o aspecto contextual de algumas dos trios, é razoável esperar que compreensão semelhante teria ocorrido na Índia." Dani continua dizendo:
"Como o principal objetivo do Śulba Sūtras foi descrever as construções de altares e os princípios geométricos envolvidos neles, objeto de trios pitagóricos, mesmo se isso tivesse sido bem entendido podendo ainda não ter sido apresentado no Śulba Sūtras. A ocorrência dos triplos no Śulba Sūtras é comparável à matemática que se pode encontrar em um livro introdutório sobre arquitetura ou de outra área aplicada semelhante, e não correspondem diretamente ao conhecimento geral sobre o tema nesse momento. uma vez que, infelizmente, não há outras fontes contemporâneas que tenham sido encontrados e isso pode nunca ser possível de ser resolvido como problema de forma satisfatória."
Ao todo, três Śulba Sūtras foram compostos. Os dois restantes, o Manava Śulba Sūtra composto por Manavá (fl. 750-650 a.C.) e o Apastamba Śulba Sūtra, composto por Āpastamba (c. 600 a.C.), continha resultados semelhantes ao Baudhayana Śulba Sūtra.
Vyakarana
Um marco importante do período védico foi o trabalho do gramático sânscrito, Panini (c. 520-460 a.C.). Sua gramática inclui o uso precoce de lógica booleana, do operador nulo, e de gramáticas livres de contexto, e inclui um precursor da forma Backus-Naur (usado na descrição de linguagens de programação).

## Pingala
Entre os estudiosos do período pós-védico que contribuíram para a matemática, o mais notável é Pingala (pingalá) (fl. 300-200 a.C.), teórico musical que foi o autor do Chhandas Shastra (chandaḥ-śāstra, também Chhandas Sūtra, "chhandaḥ-sūtra" ), um tratado em sânscrito sobre prosódia. Há evidências de que em seu trabalho sobre a enumeração de combinações silábicas, Pingala tropeçou tanto no triângulo de Pascal como em coeficientes binomiais, embora ele mesmo não tivesse conhecimento do teorema binomial. A obra de Pingala também contém as ideias básicas dos números de Fibonacci (chamados maatraameru). Embora o Chhandas Sūtra não tenha sobrevivido em sua totalidade, um comentário do século X por Halāyudha tem. Halāyudha, que refere-se ao triângulo Pascal como Meru-prastāra (literalmente "a escada para o monte: Meru"), contém essa afirmação:
"Desenhe um quadrado. Começando pela metade do quadrado, desenhe dois outros quadrados semelhantes abaixo dele. Abaixo desses dois, três outros quadrados, e assim por diante. A marcação deve ser iniciada por colocar 1 no primeiro quadrado. Coloque 1 em cada um dos dois quadrados da segunda linha. Na terceira linha coloque 1 nos dois quadrados nas extremidades e, no quadrado do meio, a soma dos dígitos nos dois quadrados que encontram-se acima dele. Na quarta linha colocar 1 nos dois quadrados nas extremidades. No meio coloque a soma dos dígitos nos dois quadrados acima de cada. Procedendo desta forma. Destas linhas, a segunda dá as combinações com uma sílaba, a terceira as combinações com duas sílabas, ... "
O texto também indica que Pingala estava ciente da identidade combinatória:
Katyayana
Katyayana (c. século III a.C.) é notável por ser o último dos matemáticos védicos. Ele escreveu o Katyayana Śulba Sūtra, que apresentou muita geometria, incluindo o teorema de Pitágoras geral e um cálculo da raiz quadrada de 2 correta a cinco casas decimais.

## Matemática Jain (400 a.C.-200 d.C.)
Embora o Jainismo como uma religião e filosofia antecede o seu mais famoso expoente, o grande Mahāvīra (século VI a.C.), a maioria dos textos Jain sobre temas matemáticos foram feitos após o século VI a.C.. Matemáticos Jain são importantes historicamente como ligações cruciais entre a matemática do período védico e aqueles do "período clássico".
A contribuição histórica significativa dos matemáticos Jain estava em sua libertarem a matemática indiana de suas restrições religiosas e rituais. Em particular, o seu fascínio com a enumeração dos números muito grandes e infinitos os levou a classificar os números em três classes: enumeráveis, inumeráveis e infinitos. Não contentes com uma simples noção de infinito, passaram a definir cinco diferentes tipos de infinito: o infinito em uma direção, o infinito em duas direções, o infinito na área, o infinito em todos os lugares, e o infinito perpetuamente. Além disso, os matemáticos Jain conceberam notações para potências simples (e expoentes) de números como quadrados e cubos, o que lhes permitiu definir equações algébricas simples (beejganita samikaran). Matemáticos Jain foram, aparentemente, também os primeiros a usar a palavra shunya (literalmente “vazio” em sânscrito) para se referir a zero. Mais de um milênio depois, sua denominação tornou-se o Inglês palavra "zero" depois de uma viagem tortuosa de traduções e transliterações da Índia para a Europa. (Veja Zero: Etimologia.)
Em adição a Surya Prajnapti, importante trabalhos Jain na matemática incluíram a Vaishali Ganit (c. século III d.C.); o Sthananga Sutra (fl. 300 a.C. - 200 d.C.); o Anoyogdwar Sutra (fl. 200 a.C. - 100 d.C.); e o Satkhandagama (c. século II d.C.). Importantes matemáticos Jain incluiram Bhadrabahu, o autor de duas obras astronômicas, o Bhadrabahavi-Samhita e um comentário sobre a Surya Prajinapti (d. 298 a.C.); Yativrisham Acharya (c 176 a.C.), autor de um texto matemático chamado Tiloyapannati; e Umasvati (c. 150 a.C.), que, embora mais conhecido por seus escritos influentes sobre filosofia Jain e metafísica, compôs um trabalho matemático chamado Tattwarthadhigama-Sutra Bhashya.

## Tradição oral
Matemáticos da antiga Índia e no início medieval eram quase todos pandits (Pandita "homem culto") em sânscrito, que foram treinados no idioma sânscrito e literatura, e possuiam "um fundo comum de conhecimentos em gramática (vyākaraṇa), a exegese (mīmāṃsā) e lógica (nyāya)." Memorização “do que é ouvido" (śruti em sânscrito) através de recitação que desempenhava um papel importante na transmissão de textos sagrados na Índia antiga. Memorização e recitação também foram usadas para transmitir obras filosóficas e literárias, bem como tratados sobre rituais e gramática. Os estudiosos modernos da Índia antiga notaram as "realizações verdadeiramente notáveis dos pandits indianos, que têm preservado enormemente textos volumosos oralmente por milênios."

### Estilos de memorização
Prodigiosa energia foi despendida pela antiga cultura indiana na garantia de que esses textos fossem transmitidos de geração em geração com excessiva fidelidade. Por exemplo, a memorização dos Vedas sagrados incluiu até onze formas de recitação do mesmo texto. Os textos foram posteriormente "provado-pela-leitura" ao comparar as diferentes versões recitadas. Formas de recitação incluiam a jaṭā-pāṭha (literalmente "recitação em malha"), no qual a cada duas palavras adjacentes no texto eram recitadas pela primeira vez na sua ordem original, em seguida, repetidas na ordem inversa e, finalmente, repetidas novamente na ordem original. A recitação então procedia como:
Em uma outra forma de recitação, dhvaja-pāṭha  (literalmente "recitação em bandeira") uma seqüência de N palavras eram recitados (e memorizadas), emparelhando as duas primeiras e duas últimas palavras e, em seguida, procedendo como:
A forma mais complexa de recitação, ghana-pāṭha (literalmente "recitação densa"), de acordo com (Filliozat 2004, p. 139), tomou a forma:
Que estes métodos tenham sido eficazes, é testemunhado pela preservação do mais antigo texto religioso indiano, o Rigveda (cerca de 1 500 a.C.), como um texto único, sem quaisquer leituras variantes. Métodos semelhantes foram usados para memorizar textos matemáticos, cuja transmissão permaneceu exclusivamente oral até o final do período védico (cerca de 500 a.C.).

### O gênero Sutra
Atividade matemática na antiga Índia começou como uma parte de uma "reflexão metodológica" sobre os Vedas sagrados, que assumiram a forma de obras chamado Vedangas, ou, "Auxiliares do Veda" (séculos VII a IV a.C.). A necessidade de conservar a sonoridade do texto sagrado por uso de śikṣā (fonética) e chandas (métrica); para conservar o seu significado através da utilização de vyākaraṇa (gramática) e nirukta (etimologia); e para executar corretamente os ritos no momento correto pelo uso de kalpa (ritual) e jyotiṣa (astrologia), deu origem às seis disciplinas dos Vedangas. Matemática surgiu como parte da última duas disciplinas, ritual e astronomia (que incluía também a astrologia). Dado que os Vedangas imediatamente precederam o uso da escrita na Índia antiga, eles formaram o final da literatura exclusivamente oral. Eles foram expressos em uma forma mnemônica altamente comprimida, o Sutra (literalmente, "fio”, ou “linha"):
Os conhecedores do sūtra conhecem-na como tendo alguns fonemas, sendo desprovidas de ambiguidade, contendo a essência, apresentando diretamente todo seu conteúdo, sendo sem pausa e irrepreensíveis.
Extrema brevidade foi obtida através de múltiplos meios, que incluíram o uso de reticências "além da tolerância da linguagem natural", usando nomes técnicos em vez de nomes mais descritivos, cerceando listas mencionando apenas a primeira e a última entradas, e utilizando marcadores e variáveis.[41] Os sutras criam a impressão de que a comunicação através do texto era "apenas uma parte de toda a instrução. O resto da instrução deve ter sido transmitido pela chamada Guru-shishya paramparai, "sucessão ininterrupta de professor (guru) para o aluno (śisya)", e não foi aberto ao público em geral ‘e talvez até mesmo mantido em segredo’. A brevidade alcançada em um sūtra é demonstrada no seguinte exemplo do Baudhāyana Śulba Sūtra (700 a.C.).
O altar de fogo doméstico no período védico foi exigido pelo ritual para ter uma base quadrada e ser constituído de cinco camadas de tijolos com 21 tijolos em cada camada. Um método de construção de altar foi dividir um lado do quadrado em três partes iguais, usando um cabo ou corda, para dividir o lado transversal (ou perpendicular) lateral em sete partes iguais, e assim, subdividir o quadrado 21 em retângulos congruentes . Os tijolos foram então concebidos para ser da forma do componente de retângulo e a camada foi criada. Para formar a camada seguinte, a mesma fórmula foi usada, mas os tijolos foram dispostos transversalmente. O processo era então repetido mais três vezes (com as direções alternadas), a fim de completar a construção. No Baudhāyana Śulba Sūtra, esse procedimento é descrito nas seguintes palavras:
“II.64. Depois de dividir o quadri-lateral em sete, uma [corda] divide a transversal em três.
II.65. Em uma outra camada coloca-se [os tijolos] apontados para o Norte.”
De acordo com (Filliozat 2004, p. 144), o celebrante construindo o altar tinha apenas algumas ferramentas e materiais à sua disposição: um cabo (em Sânscrito, rajju, f.), dois pinos (em Sânscrito, śanku, m.), e barro para fazer tijolos (em Sânscrito, iṣṭakā, f.). Concisão é alcançada no sūtra, por não mencionar explicitamente o que o adjetivo "transversal" qualifica; no entanto, a partir da forma feminina do adjetivo usado (em sânscrito), é facilmente inferido que qualifica "cordão". Da mesma forma, na segunda estrofe, "tijolos" não são explicitamente mencionados, mas inferidos novamente pela forma plural feminina de "apontado para o Norte". Finalmente, a primeira estrofe, diz não explicitamente que a primeira camada de tijolos é orientada na direção leste-oeste, mas que também está implícito na menção explícita de "apontado para o Norte" na segunda estrofe; pois, se a orientação era para ser a mesma nas duas camadas, seria ou não mencionado em todos ou seria apenas mencionada na primeira estrofe. Todas estas inferências são feitas pelo celebrante como ele recorda a fórmula de sua memória.

## A tradição escrita: o comentário em prosa
Com a crescente complexidade da matemática e outras ciências exatas, tanto escrita e cálculo foram exigidos. Consequentemente, muitos trabalhos matemáticos começaram a ser escritos em manuscritos que foram, em seguida, copiados e re-copiados de geração em geração.
"Na Índia hoje estima-se ter cerca de trinta milhões de manuscritos, o maior corpo de material de leitura, escrita à mão em qualquer lugar do mundo. A cultura letrada da ciência indiana remonta pelo menos ao século V a.C. ... como é demonstrado pelos elementos da literatura profética e astronomia da Mesopotâmia que entraram na Índia naquela época e (foram) definitivamente não ... preservados oralmente."
O mais antigo comentário em prosa matemática foi no trabalho Aryabhatiya (escrito em 499 d.C.), sobre astronomia e matemática. A parte matemática do Aryabhatiya foi composto de 33 sutras (em forma de verso) que consistem em declarações matemáticas ou regras, mas sem quaisquer demonstrações. No entanto, de acordo com (Hayashi 2003, p. 123), "isto não significa, necessariamente, que seus autores não os demonstraram. Foi provavelmente uma questão de estilo de exposição". A partir do período de Bhaskara I (600 d.C. em diante), comentários de prosa cada vez mais começaram a incluir algumas derivações (upapatti). O comentário de Bhaskara I, na Aryabhatiya, tinha a seguinte estrutura:
- Regra ('sutra') em verso pelo Ariabata.
- Comentário por Bhāskara I, consistindo de:
  - Elucidação da regra (derivações ainda eram raras na época, mas se tornaram mais comuns depois)
  - Examplo (uddeśaka) usualmente em verso.
  - Colocação (inserção) (nyāsa/sthāpanā) dos dados numéricos.
  - Trabalho (desenvolvimento) (karana) da solução.
  - Verificação (pratyayakaraṇa, literalmente "produzir convicção") da resposta. Este passo tornou-se raro pelo século XIII, derivações ou demonstrações sendo por eles favorecidas.[45]

Tipicamente, para qualquer tópico matemático, os estudantes na Índia antiga primeiro memorizavam os sūtras, que, como explicado anteriormente, foram "deliberadamente inadequados" em detalhes explicativos (de maneira a transmitir sucintamente as regras matemáticas estruturais do argumento). Os alunos, em seguida, trabalhavam com os temas do comentário em prosa por escrito (e desenhavam diagramas) sobre lousas cobertas de argila fina ou material similar (ou seja, placas cobertas com pó). Esta última atividade, uma parte importante do trabalho matemático, foi mais tarde a base sobre a qual o matemático-astrônomo Brahmagupta (fl século VII), caracterizou cálculos astronômicos como "trabalho em pó" (sânscrito: dhulikarman).

## Numerais e o sistema de numeração decimal
É bem conhecido que o sistema numérico de posição decimal em uso hoje foi registrado pela primeira vez na Índia, em seguida, transmitido para o mundo islâmico, e, eventualmente, para a Europa. O bispo sírio Severo Sebocte escreveu em meados do século VII d.C. sobre os "nove sinais" dos índianos para expressar números. No entanto, como, quando e onde o primeiro sistema de valores de casas decimais foi inventado não é tão claro.
O primeiro sistema de escrita existente utilizado na Índia foi o sistema caroste utilizado na cultura Gandara do noroeste. Acredita-se que ele seja de origem aramaica e esteve em uso a partir do século IV a.C. até o século IV d.C.. Quase simultaneamente, um outro sistema de escrita, o sistema Brami, apareceu em grande parte do sub-continente, e mais tarde se tornaria a base de muitos sistemas do sul da Ásia e Sudeste Asiático. Ambos os sistemas tinham símbolos numéricos e sistemas numerais, os quais não foram inicialmente baseados em um sistema de valor local.
Os primeiros indícios sobreviventes de  sistema numérico de posição decimal na Índia e sudeste da Ásia são a partir da metade meio do I milênio d.C.. A placa de cobre de Guzarate, na Índia, menciona a data de 595, escrita em uma notação casa de valor decimal, embora haja algumas dúvidas quanto à autenticidade da placa. Números decimais de gravação dos anos 683, também foram encontrados em inscrições em pedra na Indonésia e Camboja, onde a influência cultural indiana foi substancial.
Existem fontes textuais mais velhas, embora as cópias manuscritas existentes destes textos são de datas muito posteriores. Provavelmente a mais antiga dessas fontes é a obra do filósofo budista Vasumitra datado provavelmente do século I. Discutindo a contagem de poços de comerciantes, observações de Vasumitra: "Quando [a mesma] peça de argila de contagem está no lugar de unidades, é denotada como um, quando em centenas, cem." Embora essas referências pareçam implicar que os seus leitores tinham conhecimento de uma representação de valor decimal, a "brevidade de suas alusões e a ambiguidade de suas datas, no entanto, não estabelecem solidamente a cronologia do desenvolvimento deste conceito."
Uma terceira representação decimal foi empregada em uma técnica de composição de versos, mais tarde chamada Bhuta-sankhya (literalmente, "números objeto") usada inicialmente por autores de livros técnicos em sânscrito. Uma vez que muitos trabalhos técnicos iniciais foram compostos em verso, os números eram muitas vezes representados por objetos no mundo natural ou religioso que correspondiam a eles; isso permitiu uma correspondência de muitos-para-um para cada número e composição de versos facilitada. De acordo com (Plofker, 2009), o número 4, por exemplo, poderia ser representado pela palavra "Veda" (uma vez que havia quatro destes textos religiosos), o número 32 pela palavra "dentes" (uma vez que um conjunto completo de dentes consiste de 32), e o número 1 pela "lua" (uma vez que existe apenas uma lua). Assim, Veda / dentes / lua corresponderia ao numeral decimal 1324, como a convenção para números era enumerar seus dígitos da direita para a esquerda. A mais antiga referência empregando números de objeto é um texto sânscrito de ca. 269 d.C., Yavanajātaka (literalmente "horóscopos gregos") de Sphujidhvaja, uma versificação de uma adaptação em prosa indiana anterior (ca. 150) de uma obra perdida da astrologia helênica. Tal uso parece assegurar que por meados do século III, o sistema de valores de casa decimal era familiar, pelo menos para os leitores de textos astronômicos e astrológicos na Índia.
Postula-se que o sistema indiano de casa de valor decimal baseou-se nos símbolos usados em placas de contagem chinesas já a partir de meados do I  milênio a.C.. De acordo com (Plofker 2009),
“Estas placas de contagem, como os poços (depressões) de contagem indianos, ..., tinham uma estrutura de valor de casa decimal ... indianos podem muito bem ter aprendido esses valores decimais de "varetas numerais" de peregrinos budistas chineses ou outros viajantes, ou eles podem ter desenvolvido o conceito de forma independente a partir de seu sistema anterior não-lugar-valor; nenhuma prova documental sobrevive para confirmar ou concluir-se."

## Manuscrito Bakhshali
O mais antigo manuscrito matemático existente no Sul da Ásia é o Manuscrito Bakhshali, um manuscrito em casca de bétula escrito em "sânscrito budista híbrido", no sistema de escrita Śāradā, o qual foi utilizado na região noroeste do subcontinente indiano entre os séculos VIII e XII d.C.. O manuscrito foi descoberto em 1881 por um agricultor ao escavar em um recinto de pedra na aldeia de Bakhshali, perto de Peshawar (então na Índia britânica e agora no Paquistão). De autoria desconhecida e preservado atualmente na Biblioteca Bodleiana, na Universidade de Oxford, o manuscrito foi por diversas vezes datado como sendo tão antigo como os "primeiros séculos da era cristã"  e tão posterior quanto entre os os séculos IX e XII d.C.. O século VII é considerado agora uma data plausível,  embora com a possibilidade de que o "manuscrito em sua forma atual constitui um comentário ou uma cópia de um trabalho matemático anterior."
O manuscrito sobrevivente tem setenta folhas, algumas das quais estão em fragmentos. Seu conteúdo matemático consiste em regras e exemplos, escritos em versos, juntamente com comentários em prosa, que incluem soluções para os exemplos. Os temas tratados incluem aritmética (frações, raízes quadradas, lucros e perdas, juros simples, a regra de três e regula falsi) e álgebra (equações lineares simultâneas e equações quadráticas), e progressões aritméticas. Além disso, há um pequeno número de problemas geométricos (incluindo problemas sobre volumes de sólidos irregulares). O manuscrito Bakhshali também "emprega um sistema de valores de casa decimal com um ponto para zero." Muitos de seus problemas são de uma categoria conhecida como "problemas de compensação» que levam a sistemas de equações lineares. Um exemplo do Fragmento III-5-3v é o seguinte:
"Um comerciante tem sete cavalos asava, um segundo tem nove cavalos haya, e um terceiro tem dez camelos. Eles são igualmente afortunados no valor dos animais se cada dá dois animais, um para cada um dos outros. Encontre o preço de cada animal e o valor total para os animais possuídos por cada comerciante."
O comentário em prosa que acompanha o exemplo resolve o problema, convertendo três equações (sub-determinadas) em quatro incógnitas e assumindo que os preços são todos inteiros.

## Período clássico (400–1600)
Este período é muitas vezes conhecido como a “idade de ouro” da matemática indiana. Este período viu matemáticos como Ariabata, Varahamihira, Brahmagupta, Bhaskara I, Mahavira, Bhaskara II, Madhava de Sangamagrama e Nilakantha Somayaji dar mais ampla e clara forma a muitos ramos da matemática. Suas contribuições se espalhariam pela Ásia, o Oriente Médio, e, eventualmente, para a Europa.  Ao contrário da matemática védica, seus trabalhos incluíram tanto contribuições astronômicos como matemáticas. Na verdade, a matemática desse período foi incluído na "ciência astral” (jyotiḥśāstra) e consistiu em três sub-disciplinas: Ciências matemáticas (gaṇita ou tantra), horóscopo astrológico (horā ou jātaka) e adivinhação (saṃhitā). Essa divisão tripartite é vista na compilação de Varahamihira do século VI — Pancasiddhantika (literalmente panca, "cinco", siddhānta, "conclusão de deliberação", ou mais propriamente, “cinco princípios”, datado de 575) — de cinco obras anteriores, Surya Siddhanta, Romaka Siddhanta, Paulisa Siddhanta, Vasishtha Siddhanta e Paitamaha Siddhanta, que eram adaptações de obras ainda anteriores da astronomia da Mesopotâmia, gregos, egípcios, romanos e indianos. Como explicado anteriormente, os textos principais foram compostos em versos em sânscrito, e foram seguidos por comentários em prosa.

### Séculos quinto e sexto
Surya Siddhanta
Apesar de sua autoria ser desconhecida, o Surya Siddhanta (c. 400) contém as raízes da trigonometria moderna. Devido a conter muitas palavras de origem estrangeira, alguns autores consideram que ele foi escrito sob a influência da Mesopotâmia e Grécia.
Este texto antigo usa as seguintes funções trigonométricas pela primeira vez:
- Seno (Jya).
- Cosseno (Kojya).
- Arco seno (Otkram jya).

Também contém os primeiros usos de:
- Tangente.
- Secante.

Mais tarde matemáticos indianos como Ariabata fizeram referências a este texto, enquanto traduções árabes e latinas posteriores foram muito influentes na Europa e no Oriente Médio.
Calendário Chhedi
O calendário Chhedi (594) contém um uso precoce do moderno sistema de posição-valor do sistema numérico hindu-arábico agora usado universalmente (ver também algarismos hindu-arábicos).
Ariabata I
Ariabata (476-550) escreveu o Aryabhatiya. Ele descreveu os princípios fundamentais importantes da matemática em 332 shlokas. O tratado continha:
- Equações quadráticas
- Trigonometria
- O valor de π, correto até a 4a casa decimal.

Ariabata também escreveu o Arya Siddhanta, o qual se encontra atualmente perdido. As contribuições de Ariabata incluem:
Trigonometria:
- Introduziu as funções trigonométricas.
- Definiu o seno (jya) como moderna relação entre a metade de um ângulo e metade de uma corda.
- Definiu o cosseno (kojya).
- Definiu o seno verso (utkrama-jya).
- Definiu o arco seno (seno inverso, otkram jya).
- Forneceu métodos de cálculo dos valores numéricos aproximados.
- Contém as primeiras tabelas de valores de seno, cosseno e seno verso, em intervalos de 3,75° de 0° a 90°, com quatro casas decimais de precisão.
- Contém a fórmula trigonométrica sen(n + 1)x − sen nx = sen nx − sin(n − 1)x − (1/225)sen nx.
- Trigonometria esférica.

Aritmética:
- Frações contínuas.

Álgebra:
- Soluções de equações quadráticas simultâneas.
- Soluções de números inteiros de equações lineares por um método equivalente ao método moderno.
- Solução geral da equação linear indeterminada.

Astronomia matemática:
- Cálculos precisos para constantes astronômicas, como:
  - Eclipse solar.
  - Eclipse lunar.
  - A fórmula para a soma dos cubos, o que foi um passo importante no desenvolvimento de cálculo integral.[66]

Varāhamihira
Varāhamihira (505–587) produziu o Pancha Siddhanta (Os Cinco Cânones Astronômicos). Fez importantes contribuições para a trigonometria, incluindo tabelas de seno e cosseno com precisão até 4 casas decimais e as seguintes fórmulas relacionando as funções de seno e cosseno:
- {\displaystyle \sin ^{2}(x)+\cos ^{2}(x)=1}
- {\displaystyle \sin(x)=\cos \left({\frac {\pi }{2}}-x\right)}
- {\displaystyle {\frac {1-\cos(2x)}{2}}=\sin ^{2}(x)}

### Séculos sétimo e oitavo

O teorema de Brahmagupta estabelece que AF = FD.

No século VII, dois campos separados, aritmética (que incluiu medição) e álgebra, começaram a surgir na matemática indiana. Os dois campos mais tarde seriam chamados pāṭī-gaṇita (literalmente "matemática de algoritmos") e bīja-gaṇita (lit. "matemática de sementes", com "sementes" tendo o sentido de sementes de plantas - representando incógnitas com o potencial de gerar, neste caso, as soluções de equações). Brahmagupta, em seu trabalho astronômico Brāhma Sphuṭa Siddhānta (628), incluiu dois capítulos (12 e 18) dedicados a estes campos. O capítulo 12, que contém 66 versos em sânscrito, foi dividido em duas seções: "operações básicas" (incluindo raízes cúbicas, frações, razão e proporção e permutações) e "matemática prática" (incluindo misturas, séries matemáticas, figuras planas, empilhamentos de tijolos, serragem de madeira e grãos). Neste último ponto, ele declarou seu famoso teorema sobre as diagonais de um quadrilátero cíclico:
Teorema de Brahmagupta: Se um quadrilátero cíclico tem diagonais que são perpendiculares uma a outra, então a linha perpendicular traçada a partir do ponto de interseção das diagonais para qualquer lado do quadrilátero sempre corta o lado oposto.
O capítulo 12 também inclui uma fórmula para a área de um quadrilátero cíclico (uma generalização da fórmula de Herão), bem como uma descrição completa dos triângulos racionais (isto é, os triângulos com lados racionais e áreas racionais).
Fórmula de Brahmagupta: A área, A, de um quadrilátero cíclico com lados de comprimentos a, b, c, d, respectivamente, é dada por
{\displaystyle A={\sqrt {(s-a)(s-b)(s-c)(s-d)}}\,}
onde s, o semiperímetro, é dado por: {\displaystyle s={\frac {a+b+c+d}{2}}.}
Teorema de Brahmagupta sobre triângulos racionais: Um triângulo com lados racionais {\displaystyle a,b,c} e área racional é da forma:
{\displaystyle a={\frac {u^{2}}{v}}+v,\ \ b={\frac {u^{2}}{w}}+w,\ \ c={\frac {u^{2}}{v}}+{\frac {u^{2}}{w}}-(v+w)}
para números racionais {\displaystyle u,v,} e {\displaystyle w}.
O capítulo 18 contém 103 versos em sânscrito os quais iniciam com regras para operações aritméticas envolvendo zero e números negativos e é considerada o primeiro tratamento sistemático do assunto. As regras (as quais incluíam {\displaystyle a+0=\ a} e {\displaystyle a\times 0=0})  estavam todas corretas, com uma exceção: {\displaystyle {\frac {0}{0}}=0}. Mais adiante, no capítulo, ele apresenta a primeira solução explícita (embora ainda não completamente geral) da equação quadrática:
{\displaystyle \ ax^{2}+bx=c}
"Para o número absoluto multiplicado por quatro vezes o [coeficiente do] quadrado, adicionar o quadrado do [coeficiente do] termo médio; a raiz quadrada da mesma, menos o [coeficiente do] termo médio, sendo dividido por duas vezes o [do coeficiente] quadrado é o valor."
Isto é equivalente a:
{\displaystyle x={\frac {{\sqrt {4ac+b^{2}}}-b}{2a}}}
Também no capítulo 18, Brahmagupta foi capaz de fazer progressos na busca de soluções (inteiras) da equação de Pell,
{\displaystyle \ x^{2}-Ny^{2}=1,}
onde {\displaystyle N} é um inteiro não quadrado. Ele fez isso por descobrir a seguinte identidade:
Identidade de Brahmagupta: {\displaystyle \ (x^{2}-Ny^{2})(x'^{2}-Ny'^{2})=(xx'+Nyy')^{2}-N(xy'+x'y)^{2}} a qual é uma generalização de uma identidade mais primordial de Diofanto de Alexandria. Brahmagupta usou essa identidade para provar o seguinte lema:
Lema (Brahmagupta): Se {\displaystyle x=x_{1},\ \ y=y_{1}\ \ } é uma solução de {\displaystyle \ \ x^{2}-Ny^{2}=k_{1},} e,
{\displaystyle x=x_{2},\ \ y=y_{2}\ \ } é uma solução de {\displaystyle \ \ x^{2}-Ny^{2}=k_{2},}, então:
{\displaystyle x=x_{1}x_{2}+Ny_{1}y_{2},\ \ y=x_{1}y_{2}+x_{2}y_{1}\ \ } é uma solução de {\displaystyle \ x^{2}-Ny^{2}=k_{1}k_{2}}
Teorema (Brahmagupta): Se a equação {\displaystyle \ x^{2}-Ny^{2}=k} tem uma solução inteira para qualquer um de {\displaystyle \ k=\pm 4,\pm 2,-1} então a equação de Pell:
{\displaystyle \ x^{2}-Ny^{2}=1}
também tem uma solução inteira.
Brahmagupta não chegou a provar o teorema, mas trabalhou com exemplos usando seu método. O primeiro exemplo apresentado foi:
Exemplo (Brahmagupta): Encontre inteiros {\displaystyle \ x,\ y\ } tais que:
{\displaystyle \ x^{2}-92y^{2}=1}
Em seu comentário, Brahmagupta adicionou, "uma pessoa solucionando este problema dentro de um ano é um matemático." A solução que ele forneceu foi:
{\displaystyle \ x=1151,\ y=120}
Bhaskara I
Bhaskara I (c. 600–680) expandiu o trabalho de Ariabata em seus livros intitulados Mahabhaskariya, Aryabhatiya-bhashya e Laghu-bhaskariya. Ele produziu:
- Soluções de equações indeterminadas.
- Uma aproximação racional da função seno.
- Uma fórmula para o cálculo do seno de um ângulo agudo sem o uso de uma tabela, correta a duas casas decimais.

### Séculos nono a duodécimo
Virasena
Virasena (século VIII) foi um matemático Jain na corte de Rashtrakuta, rei Amoghavarsha de Manyakheta, Karnataka. Ele escreveu o Dhavala, um comentário sobre matemática Jain, no qual:
- Lidou com o conceito de ardhaccheda, o número de vezes que um número poderia ser dividido à metade e enumera várias regras que envolvem esta operação. Isso coincide com o logaritmos de base 2 (binários) quando aplicado à potências de dois,[73][74] mas difere em outros números, assemelhando-se mais de perto a 2-ésima ordem.
- Usou pela primeira vez logaritmos de base 3 (trakacheda) e base 4 (caturthacheda).
- A derivação do volume do frustum (tronco de bases paralelas) por uma espécie de procedimento infinito.

Pensa-se que a maior parte do material de matemática no Dhaval pode ser atribuído a escritores anteriores, especialmente Kundakunda, Shamakunda, Tumbulura, Samantabhadra e Bappadeva e são datados como tendo sido escritos entre 200 e 600.
Mahavira
Mahavira Acharya (c. 800–870) de Karnataka, o último dos notáveis matemáticos Jain, viveu no século IX e foi patrocinado por Rashtrakuta, rei Amoghavarsha. Escreveu um livro chamado Ganit Saar Sangraha em matemática numérica, e também escreveu tratados sobre uma ampla gama de temas matemáticos. Estes incluem a matemática de:
- Zero
- Quadrados
- Cubos
- Raízes quadradas, raízes cúbicas, e as séries estendendo-se além dessas
- Geometria plana
- Geometria sólida
- Problemas relacionados com a formação de sombras
- Fórmulas derivadas para calcular a área de uma elipse e quadrilátero dentro de um círculo.

Mahavira também:
- Afirmou que a raiz quadrada de um número negativo não existia.
- Apresentou a soma de uma série cujos termos são quadrados de uma progressão aritmética, e deu regras empíricas para a área e o perímetro de uma elipse.
- Resolveu equações cúbicas.
- Resolveu equações quárticas.
- Resolveu algumas equações quínticas e polinômios de ordens mais altas.
- Apresentou as soluções gerais das equações polinomiais de ordem mais alta:
  - {\displaystyle \ ax^{n}=q}
  - {\displaystyle a{\frac {x^{n}-1}{x-1}}=p}
- Resolveu equações quadráticas indeterminadas.
- Resolveu equações cúbicas indeterminadas.
- Resolveu equações indeterminadas de ordem mais alta.

Shridhara
Shridhara (c. 870–930), que viveu em Bengala, escreveu os livros intitulados Nav Shatika, Tri Shatika e Pati Ganita. Ele apresentou:
- Uma eficiente regra para encontrar-se o volume de uma esfera.
- A fórmula para resolver-se equações quadráticas.

O Pati Ganita é um trabalho sobre aritmética e medida. Trata-se de várias operações, incluindo:
- Operações elementares
- Extração de raízes quadradas e cúbicas.
- Frações.
- Oito regras são apresentadas para operações envolvendo zero.
- Métodos de somatório de diferentes séries aritméticas e geométricas, que viriam a se tornar referências padrão em trabalhos posteriores.

Manjula
As equações diferenciais de Ariabata foram elaboradas no século X por Manjula (também Munjala), que apresentou a seguinte expressão
{\displaystyle \ \sin w'-\sin w}
que pode ser expressa aproximadamente como
{\displaystyle \ (w'-w)\cos w}
Ele entendeu o conceito de diferenciação depois de resolver a equação diferencial que resultou substituindo esta expressão na equação diferencial de Ariabata.
Ariabata II
Ariabata II (c. 920–1000) escreveu um comentário sobre Shridhara, e um tratado astronômico, Maa-Sidanta. O Maa-Sidanta tem 18 capítulos, e discute:
- Matemática numérica (Ank Ganit).
- Álgebra.
- Soluções de equações indeterminadas (kuttaka).

Shripati
Shripati Mishra (1019–1066) escreveu os livros Siddhanta Shekhara, um grande trabalho sobre astronomia em 19 capítulos, e Ganit Tilaka, um tratado aritmético incompleto em 125 versos baseado em um trabalho de Shridhara. Trabalhou principalmente em:
- Permutações e combinações.
- Solução geral da equação linear simultânea indeterminada.

Também foi autor de Dhikotidakarana, um trabalho de vinte versos sobre:
- Eclipse solar.
- Eclipse lunar.

O Dhruvamanasa é um trabalho de 105 versos sobre:
- Cálculo das longitudes planetárias.
- Eclipses.
- Trânsitos planetários.

Nemichandra Siddhanta Chakravati
Nemichandra Siddhanta Chakravati (c. 1100) foi autor de um tratado matemático intitulado Gome-mat Saar.
Bhaskara II
Bhāskara II (1114–1185) foi um matemático-astrônomo que escreveu uma série de tratados importantes, a saber, o Siddhanta Shiromani, Lilavati, Bijaganita, Gola Addhaya, Griha Ganitam e Karan Kautoohal. Um número significativo de suas contribuições foram posteriormente transmitidas para o Oriente Médio e Europa. Suas contribuições incluem:
Aritmética:
- Cálculo de juros
- Progressões aritméticas e geométricas
- Geometria plana
- Geometria sólida
- A sombra do gnômon
- Soluções de combinações
- Apresentou uma demonstração para a divisão por zero sendo a infinidade.

Álgebra:
- O reconhecimento de um número positivo como tendo duas raízes quadradas.
- Raízes n-ésimas.
- As operações com produtos de várias incógnitas.
- As soluções de:
  - Equações quadráticas.
  - Equações cúbicas.
  - Equações quárticas.
  - Equações com mais de uma incógnita.
  - Equações quadráticas com mais de uma incógnita.
  - A forma geral da equação de Pell usando o método chakravala.
  - A equação quadrática indeterminada geral  usando o método chakravala.
  - Equações cúbicas indeterminadas.
  - Equações quárticas indeterminadas.
  - Equações polinomiais de ordem mais alta indeterminadas.

Geometria:
- Apresentou uma demonstração do teorema de Pitágoras.

Cálculo:
- Concebeu o cálculo diferencial.
- Descobriu a derivada.
- Descobriu o coeficiente diferencial.
- Desenvolveu a diferenciação.
- Estabeleceu o teorema de Rolle, um caso especial do teorema do valor médio (um dos mais importantes teoremas de cálculo e análise).
- Derivou o diferencial da função seno.
- Calculou π, correto para cinco casas decimais.
- Calculou o comprimento da revolução da Terra em torno do Sol para 9 casas decimais.

Trigonometria:
- Desenvolvimentos de trigonometria esférica.
- As fórmulas trigonométricas:
  - {\displaystyle \ \sin(a+b)=\sin(a)\cos(b)+\sin(b)\cos(a)}
  - {\displaystyle \ \sin(a-b)=\sin(a)\cos(b)-\sin(b)\cos(a)}

## Matemática de Querala (1300–1600 d.C.)
A escola Querala de astronomia e matemática foi fundada por Madhava de Sangamagrama em Querala, Índia do Sul e incluiu entre os seus membros: Parameshvara, Neelakanta Somayaji, Jyeshtadeva, Achyuta Pisharati, Melpathur Narayana Bhattathiri e Achyuta Panikkar. Ela floresceu entre os séculos XIV e XVI as descobertas originais da escola parecem ter terminado com Narayana Bhattathiri (1559-1632). Na tentativa de resolver os problemas astronômicos, os astrônomos da escola de Querala criaram independentemente um significativo número de conceitos matemáticos importantes. O resultado mais importante, a expansão da série para funções trigonométricas, foi apresentada em versículos em sânscrito em um livro de Neelakanta chamado Tantrasangrahaand, e um comentário sobre esta obra, chamado Tantrasangraha-vakhya, de autoria desconhecida. Os teoremas foram afirmados sem demonstrações, mas as demonstrações para as séries de seno, cosseno e tangente inversa foram fornecidas um século mais tarde no trabalho Yuktibhāṣā (c.1500-c.1610), escrito em malaiala, por Jyesthadeva, e também em um comentário sobre Tantrasangraha.
A descoberta dessas três expansões em séries importantes para o cálculo — vários séculos antes do cálculo ser desenvolvido na Europa por Isaac Newton e Gottfried Leibniz —  foi uma conquista. No entanto, a Escola de Querala não inventou o cálculo, porque, enquanto eles foram capazes de desenvolver expansões de séries de Taylor para importantes funções trigonométricas, a diferenciação, a integração termo por termo, os testes de convergência, os métodos iterativos para soluções de equações não-lineares, e a teoria de que a área sob a curva é a sua integral eles não desenvolveram nem uma teoria de diferenciação ou integração, nem o teorema fundamental do cálculo.
Os resultados obtidos pela escola Querala incluem:
- As séries geométricas (infinitas): {\displaystyle {\frac {1}{1-x}}=1+x+x^{2}+x^{3}+x^{4}+\cdots {\text{ for }}|x|<1}[79] Esta fórmula já era conhecida, por exemplo, no trabalho do matemático árabe do século X Alhazen (a forma latinizada do nome ibne al-Haitam (965-1039)).[80]
- Uma demonstração semi-rigorosa (ver "indução", observação abaixo) do resultado: {\displaystyle 1^{p}+2^{p}+\cdots +n^{p}\approx {\frac {n^{p+1}}{p+1}}} para grande valor de n. Esse resultado também era conhecido por Alhazen.[76]
- Uso intuitivo de indução matemática, no entanto, a hipótese indutiva não foi formulada ou utilizada em demonstrações.[76]
- Aplicações de ideias do (o que viria a se tornar) cálculo diferencial e integral para obter séries infinitas (Taylor–Maclaurin) para sen x, cos x, e arctan x.[77] O Tantrasangraha-vakhya apresenta a série em versos, os quais quando traduzidos para a notação matemática, podem ser escritos como:[76]

{\displaystyle r\arctan \left({\frac {y}{x}}\right)={\frac {1}{1}}\cdot {\frac {ry}{x}}-{\frac {1}{3}}\cdot {\frac {ry^{3}}{x^{3}}}+{\frac {1}{5}}\cdot {\frac {ry^{5}}{x^{5}}}-\cdots ,{\text{ onde }}y/x\leq 1.}
{\displaystyle \sin x=x-x{\frac {x^{2}}{(2^{2}+2)r^{2}}}+x{\frac {x^{2}}{(2^{2}+2)r^{2}}}\cdot {\frac {x^{2}}{(4^{2}+4)r^{2}}}-\cdots }
{\displaystyle r-\cos x=r{\frac {x^{2}}{(2^{2}-2)r^{2}}}-r{\frac {x^{2}}{(2^{2}-2)r^{2}}}{\frac {x^{2}}{(4^{2}-4)r^{2}}}+\cdots ,}
onde, para r = 1, a série reduz-se à série de potências padrão para essas funções trigonométricas, por exemplo:
{\displaystyle \sin x=x-{\frac {x^{3}}{3!}}+{\frac {x^{5}}{5!}}-{\frac {x^{7}}{7!}}+\cdots }
e
{\displaystyle \cos x=1-{\frac {x^{2}}{2!}}+{\frac {x^{4}}{4!}}-{\frac {x^{6}}{6!}}+\cdots }
- Uso da retificação (cálculo do comprimento) do arco de um círculo para dar a demonstração desses resultados. (O método posterior de Leibniz, usando quadratura (i.e. cálculo da área sob o arco do círculo, não foi usada.)[76]
- Uso da expansão de séries de arctn x para obter uma expressão de séries infinitas (posteriormente conhecida como séries de Gregory) para {\displaystyle \pi }:[76]

{\displaystyle {\frac {\pi }{4}}=1-{\frac {1}{3}}+{\frac {1}{5}}-{\frac {1}{7}}+\cdots }
- Uma  aproximação racional de erro para a soma infinita se suas séries de interesse. Por exemplo, o erro, {\displaystyle f_{i}(n+1)}, (para n ímpar, e i = 1, 2, 3) para as séries:

{\displaystyle {\frac {\pi }{4}}\approx 1-{\frac {1}{3}}+{\frac {1}{5}}-\cdots +(-1)^{(n-1)/2}{\frac {1}{n}}+(-1)^{(n+1)/2}f_{i}(n+1)}
{\displaystyle {\text{onde }}f_{1}(n)={\frac {1}{2n}},\ f_{2}(n)={\frac {n/2}{n^{2}+1}},\ f_{3}(n)={\frac {(n/2)^{2}+1}{(n^{2}+5)n/2}}.}
- Manipulação do termo de erro para derivar uma série de convergência mais rápida para {\displaystyle \pi }:[76]

{\displaystyle {\frac {\pi }{4}}={\frac {3}{4}}+{\frac {1}{3^{3}-3}}-{\frac {1}{5^{3}-5}}+{\frac {1}{7^{3}-7}}-\cdots }
- Uso da série melhorada para derivar uma expressão racional,[76] 104348/33215 para π correto até nove casas decimais, i.e. 3,141592653.
- Uso de uma noção intuitiva de limite para calcular esses resultados.[76]
- Um método semi-rigoroso (ver observação sobre limites acima) de diferenciação de algumas funções trigonométricas.[78] Entretanto, eles não formularam uma noção de uma função, ou tinham conhecimento das funções exponenciais ou logarítmicas.

As obras da escola de Querala foram escritos pela primeira vez para o mundo ocidental pelo inglês C.M. Whish em 1835. De acordo com Whish, os matemáticos de Querala tinham "lançado as bases para um sistema completo de fluxões" e estas obras abundavam "com formas fluxonais e séries a não serem encontradas em qualquer obra de países estrangeiros."
No entanto, os resultados da Whish foram quase completamente negligenciados, até mais de um século mais tarde, quando as descobertas da escola de Querala foram investigadas novamente por C. Rajagopal e seus associados. Seu trabalho inclui comentários sobre as provas da série arctan em Yuktibhāṣā dada em dois artigos, um comentário sobre a prova do Yuktibhāṣā da série seno e cosseno  e dois artigos que fornecem os versos em sânscrito do Tantrasangrahavakhya para a série de arco tangente, seno e cosseno (com tradução para o inglês e comentários).
Os matemáticos de Querala, incluindo Narayana Pandit (c. 1340-1400.), que compôs duas obras, um tratado de aritmética, Ganita Kaumudi, e um tratado de álgebra, Bijganita Vatamsa. Narayana também é considerado como sendo o autor de um elaborado comentário de Bhaskara II de Lilavati, intitulado Karmapradipika (ou Karma-Paddhati). Madhava de Sangamagrama (c. 1340-1425) foi o fundador da Escola de Querala. Embora seja possível que ele tenha escrito o trabalho Karana Paddhatia em algum momento entre 1375 e 1475, tudo o que sabemos realmente de seu trabalho vem de trabalhos de estudiosos posteriores.
Parameshvara (c. 1370-1460) escreveu comentários sobre as obras de Bhaskara I, Ariabata and Bhaskara II. Sua Lilavati Bhasya, um comentário sobre Bhaskara II de Lilavati, contém uma das suas importantes descobertas: uma versão do teorema do valor médio. Nilakantha Somayaji (1444-1544) compôs o Tantra Samgraha (que "gerou" um comentário anônimo depois, Tantrasangraha-vyakhya e mais um comentário de nome Yuktidipaika, escrito em 1501). Ele elaborou e estendeu as contribuições de Madhava.
Citrabhanu (c. 1530) foi um matemático de Querala, do século XVI, que deu soluções inteiras para 21 tipos de sistemas de duas equações algébricas simultâneas em duas incógnitas. Estes são os tipos de todos os possíveis pares de equações das sete formas seguintes:
{\displaystyle {\begin{aligned}&x+y=a,\ x-y=b,\ xy=c,x^{2}+y^{2}=d,\\[8pt]&x^{2}-y^{2}=e,\ x^{3}+y^{3}=f,\ x^{3}-y^{3}=g\end{aligned}}}
Para cada caso, Citrabhanu deu uma explicação e justificação de sua regra, bem como um exemplo. Algumas de suas explicações são algébricas, enquanto outras são geométricas. Jyesthadeva (c. 1500-1575) foi outro membro da Escola de Querala. Sua obra fundamental foi a Yukti-Bhasa (escrito em malaiala, uma língua regional de Querala). Jyesthadeva apresentou provas da maioria dos teoremas matemáticos e séries infinitas anteriormente descobertos por Madava e outros matemáticos da Escola de Querala.

## Acusações de eurocentrismo
Tem sido sugerido que as contribuições indianas para a matemática não recebido o devido reconhecimento na história moderna e que muitas descobertas e invenções por matemáticos indianos são atualmente culturalmente atribuídas a suas contrapartes ocidentais, como resultado do eurocentrismo. De acordo com G. G. Joseph em "Ethnomathematics” (Etnomatemática):
“[O trabalho] tem em conta algumas das objeções levantadas sobre a trajetória eurocêntrica clássica. A consciência [de matemática indiana e árabe] é muito provável que tenha sido temperada com rejeições não condizentes com sua importância em relação a matemática grega. As contribuições de outras civilizações - nomeadamente a China e a Índia, são percebidas, quer como mutuários de fontes gregas ou tendo sico feitas apenas contribuições menores ao desenvolvimento matemático principal. A abertura a resultados de pesquisas mais recentes, especialmente no caso da matemática indiana e chinesa, está tristemente em falta."
O historiador da matemática, Florian Cajori, sugeriu que ele e outros "Suspeitamos que Diofanto conseguiu seu primeiro vislumbre de conhecimento algébrico da Índia." No entanto, ele também escreveu que "é certo que porções de matemática hindus são de origem grega."
Mais recentemente, como discutido na seção acima, as séries infinitas de cálculo para funções trigonométricas (redescobertas por Gregory, Taylor e Maclaurin no final do século XVII) foram descritas (com demonstrações) na Índia, por matemáticos da escola de Querala, notavelmente aproximadamente dois séculos antes. Alguns estudiosos têm sugerido recentemente que o conhecimento desses resultados pode ter sido transmitido para a Europa através da rota de comércio a partir de Querala pelos comerciantes e missionários jesuítas. Querala estava em contato permanente com a China e a Arábia, e, por volta de 1500, com a Europa. A existência de vias de comunicação e uma cronologia adequada certamente fazem de tal transmissão uma possibilidade. No entanto, não há nenhuma evidência direta por meio de manuscritos relevantes que tal transmissão realmente ocorreu. De acordo com David Bressoud, "não há nenhuma evidência de que o trabalho indiano de série foi conhecida além da Índia, ou mesmo fora de Querala, até o século XIX".
Tanto os estudiosos árabes e indianos fizeram descobertas antes do século XVII que agora são consideradas uma parte do cálculo. No entanto, eles não foram capazes, como Newton e Leibniz eram, de "combinar muitas ideias diferentes ao abrigo dos dois temas unificadores da derivada e a integral, mostrando a conexão entre os dois, e transformar o cálculo na grande ferramenta de resolução de problemas que temos hoje." As carreiras intelectuais de Newton e Leibniz são bem documentadas e não há nenhuma indicação de que seu trabalho não seja próprio; no entanto, não se sabe com certeza se os antecessores imediatos de Newton e Leibniz", incluindo, em particular, Fermat e Roberval, obtiveram conhecimentos de algumas das ideias dos matemáticos islâmicos e indianos através de fontes que são não agora conhecidas." Esta é uma área ativa de pesquisa atual, especialmente nos manuscritos das coleções da Espanha e Magrebe, uma investigação que está agora a ser prosseguida, entre outros lugares, no Centro Nacional de Pesquisa Científica, em Paris.